# سیارک ۱۴۴۱۲
سیارک ۱۴۴۱۲ (به انگلیسی: 14412 Wolflojewski، نامگذاری:1991RU2) چهارده هزار و چهارصد و دوازدهمین سیارک کشف شده‌است که در ۹ سپتامبر ۱۹۹۱ کشف شد.
قدر مطلق سیارک برابر ۱۷.۰ است.